# Методики креативности

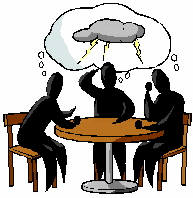
Мозговой штурм — популярная техника творчества.

Методики творчества — методы и техники, способствующие творческому процессу рождения оригинальных идей, нахождения новых подходов к решению известных проблем и задач. Методики творчества помогают чётче формулировать задачи, ускорять процесс нахождения идей, а также увеличивать их количество, расширять взгляд на проблему и уничтожать ментальные блокады. Методики не являются алгоритмами, следуя которым обязательно будет найдено решение задачи, зато они дают направление и дисциплину хода мыслей и увеличивают вероятность получения хороших идей. Методики сокращают время поиска идей, организуя и делая более эффективным сам процесс поиска. Различные методики творчества рассчитаны на работу одного человека, двух или группы.

## Этапы методик творчества
В той или иной степени методики творчества включают все или часть из следующей совокупности перечисленных этапов (работ):
- чёткая формулировка проблемы
- сбор исходных данных
- выработка критериев структурирования исходных данных
- структурирование исходных данных
- всесторонне изучение исходных данных
- расширение области проблематики
- формулировка нескольких точек зрения на проблему
- формулировка оптимального множества решений
- выработка критериев отбора перспективных идей решений
- снятие ментальных блокад
- ускорение процесса рождения идей
- отбор эффективных и оригинальных вариантов решения проблемы.

## Известные методики

### Мозговой штурм
Метод мозгового штурма — оперативный метод решения проблемы на основе стимулирования творческой активности, при котором участникам обсуждения предлагают высказывать как можно большее количество вариантов решения, в том числе самых фантастичных. Затем из общего числа высказанных идей отбирают наиболее удачные, которые могут быть использованы на практике. Является методом экспертного оценивания. Метод был изобретён одним из основателей рекламной компании BBDO Алексом Осборном и описан в его книге «Как придумать» (англ. How to Think Up) в 1942 году.

### Теория решения изобретательских задач (Генрих Альтшулер)
Теория решения изобретательских задач — основана изобретателем и писателем-фантастом Генрихом Альтшуллером в 1946 году.
ТРИЗ является методологией, набором инструментов, базой знаний и технологией моделирования для генерации новаторских идей и решений проблем. ТРИЗ предоставляет инструменты и методы для формулирования проблемы, системного анализа, анализа отказов и паттернов эволюции (от «как есть» до «как должно быть»). В отличие от методики мозгового штурма (в котором неупорядоченно формулируются идеи и варианты решения проблемы), целью методики ТРИЗ является создание алгоритмического подхода к изобретению новой системы или улучшения старой.

### Метод Дельфи
Метод Дельфи — методика, позволяющая с помощью опросов, интервью, мозговых штурмов, добиться максимального консенсуса при определении правильного решения. Анализ с помощью дельфийского метода проводится в несколько этапов, результаты обрабатываются статистическими методами. Базовым принципом метода является то, что некоторое количество независимых экспертов (часто несвязанных и не знающих друг о друге) лучше оценивает и прогнозирует результат, чем структурированная группа (коллектив) личностей. Позволяет избежать открытых столкновений между носителями противоположных позиций, так как исключает непосредственный контакт экспертов между собой и, следовательно, групповое влияние, возникающее при совместной работе и состоящее в приспособлении к мнению большинства. Даёт возможность проводить опрос экстерриториально, не собирая экспертов в одном месте (например, посредством электронной почты).
Субъекты:
- группы исследователей, каждый из которых отвечает индивидуально в письменной форме
- организационная группа — сводит мнения экспертов воедино.

### Латеральное мышление (Эдвард де Боно)
Британский врач Эдвард де Боно предложил множество методик творчества и мышления. Он является автором понятия латеральное мышление, которое отличается от основанного на привычных паттернах вертикального мышления, тем, что ставит под вопрос исходные условия. Одним из примеров латерального мышления является техника шести шапок (белая — аналитическое мышление, красная — эмоциональное мышление, чёрная — критическое мышление, жёлтая — оптимистическое мышление, зелёная — творческое мышление, синяя — мышление в большой перспективе). В метафорическом понимании, надевая каждую из шапок, человек может взглянуть на проблему с нескольких точек зрения.

### Синектика (Уильям Гордон)
Методика творчества под названием синектика была разработана Уильямом Гордоном в 1940-х гг. В методике участники пытаются «сделать известное странным, а странное — известным». Методика состоит из десяти шагов: анализ и определение проблемы, предложения спонтанных решений проблемы, новая формулировка проблемы, построение прямых аналогий, построение личных аналогий, построение символических аналогий, снова построение прямых аналогий, анализ прямых аналогий, перенос аналогий на проблему и разработка подходов к решению.

## Практическое применение
Методики стимуляции творческого мышления применяются во многих сферах жизни, которые требуют оригинальных идей. Среди прочего, использование методик, таких, как теория решения изобретательских задач и морфологический анализ распространенное среди инженеров и изобретателей. Методики латерального мышления применяются в сфере бизнеса и рекламы. Метод Уолта Диснея и мозговой штурм используются во время дискуссий по проблемным вопросам различных отраслей. Методика SCAMPER часто используется для разработки новых продуктов.
Часто для облегчения процесса решения проблем творческим путём используются графическое изображение идей в виде карты мыслей, диаграмм Исикавы и подобных приёмов.